# Gänserndorf
Gänserndorf ist eine Stadt mit 12.285 Einwohnern (Stand: 1. Jänner 2025) im Marchfeld (Niederösterreich) und Sitz der Bezirkshauptmannschaft des gleichnamigen Bezirkes.

## Geografie
Gänserndorf liegt etwa 20 km nordöstlich von Wien im nördlichen Marchfeld. Mit Wien ist es sowohl durch die Angerner Straße B 8 als auch durch die Nordbahn verbunden.
Die Bevölkerung des Politischen Bezirks nimmt durch diese Umlandergänzungsfunktion stetig zu – von bei der Volkszählung 1991 noch 80.000 auf heute über 100.000 Einwohner.

### Gemeindegliederung
| Gliederung \| Katastralgemeinden \| Ortschaften in der Gemeinde \| \| ----------------------- \| ------------------------------------------------------------ \| \| Gänserndorf (30.56 km²) \| Gänserndorf (St) · Gänserndorf-Siedlung (Sdlg) Tiefental (R) \| \| Legende \| \| |                                                              |
| Karte mit allen Koordinaten: OSM \| WikiMap |                                                              |
| Katastralgemeinden | Ortschaften in der Gemeinde                                  |
| Gänserndorf (30.56 km²) | Gänserndorf (St) · Gänserndorf-Siedlung (Sdlg) Tiefental (R) |
| Legende |                                                              |

Ortslagen sind Gänserndorf Süd, die Österreichische Mineralölverwaltung, Siehdichfür und Tiefental.
Die Stadt umfasst eine einzige namensgleiche Katastralgemeinde.

### Nachbargemeinden
| Schönkirchen-Reyersdorf   | Prottes                                     |            |
| Strasshof an der Nordbahn | Kompassrose, die auf Nachbargemeinden zeigt | Weikendorf |
| Markgrafneusiedl          | Obersiebenbrunn                             |            |

### Geologie
Die am weitesten verbreitete Bodenart sind in der Region die Tschernoseme (Schwarzerdeböden). Sie sind typische Böden des Steppenklimas. Durch die nach der Eiszeit herrschenden Klimabedingungen mit ausgeprägter Trockenheit im Sommer und kalten Wintern wurde das Pflanzenmaterial der steppenartigen Vegetation nur unzureichend abgebaut. Es lagerte sich an der Oberfläche ab und entwickelte den typischen, mächtigen Humushorizont. Tiefgründige Tschernoseme zählen zu den fruchtbarsten Böden in Österreich.

### Klima
Das Klima ist dem pannonischen Klimabereich zuzuordnen. Es bietet Voraussetzungen für eine breite Produktionsvielfalt der landwirtschaftlichen Betriebe, die intensiven Gemüsebau über Marktfruchtanbau bis zu spezialisierten Winzern und Tierhaltern umfassen. Von den nicht ganz 80.000 ha Landwirtschaftsfläche werden über 41.000 durch Getreideanbau genutzt – Mais mit etwa 6.000 ha, Ölsaaten etwa 7.700 ha, Zuckerrüben 4.700 ha und Gemüseanbau etwas unter 7.500 ha.
|                        | Jan  | Feb  | Mär  | Apr  | Mai  | Jun  | Jul  | Aug  | Sep  | Okt  | Nov  | Dez  |   |      |
| Mittl. Temperatur (°C) | −1,0 | 0,9  | 4,9  | 10,1 | 14,8 | 18,2 | 19,9 | 19,3 | 15,3 | 10,0 | 4,8  | 0,9  | ⌀ | 9,9  |
| Mittl. Tagesmax. (°C)  | 2,0  | 4,5  | 9,7  | 15,7 | 20,7 | 24,0 | 26,1 | 25,4 | 21,0 | 15,0 | 8,1  | 3,6  | ⌀ | 14,7 |
| Mittl. Tagesmin. (°C)  | −4,0 | −2,6 | 0,2  | 4,5  | 8,9  | 12,4 | 13,7 | 13,3 | 9,7  | 5,0  | 1,5  | −1,8 | ⌀ | 5,1  |
|                        |      |      |      |      |      |      |      |      |      |      |      |      |   |      |
| Niederschlag (mm)      | 35,0 | 36,0 | 40,0 | 46,0 | 64,0 | 78,0 | 78,0 | 70,0 | 48,0 | 42,0 | 49,0 | 44,0 | Σ | 630  |
|                        |      |      |      |      |      |      |      |      |      |      |      |      |   |      |
| Sonnenstunden (h/d)    | 2,0  | 2,0  | 4,0  | 6,0  | 8,0  | 8,0  | 9,0  | 7,0  | 7,0  | 4,0  | 2,0  | 1,0  | ⌀ | 5    |
|                        |      |      |      |      |      |      |      |      |      |      |      |      |   |      |
| Regentage (d)          | 15,0 | 14,0 | 13,0 | 13,0 | 13,0 | 14,0 | 13,0 | 13,0 | 10,0 | 13,0 | 14,0 | 15,0 | Σ | 160  |

| −4,0 |

| −2,6 |

| 0,2 |

| 4,5 |

| 8,9 |

| 12,4 |

| 13,7 |

| 13,3 |

| 9,7 |

| 5,0 |

| 1,5 |

| −1,8 |

| −4,0 |

| −2,6 |

| 0,2 |

| 4,5 |

| 8,9 |

| 12,4 |

| 13,7 |

| 13,3 |

| 9,7 |

| 5,0 |

| 1,5 |

| −1,8 |

| N i e d e r s c h l a g | 35,0 | 36,0 | 40,0 | 46,0 | 64,0 | 78,0 | 78,0 | 70,0 | 48,0 | 42,0 | 49,0 | 44,0 |
|                         | Jan  | Feb  | Mär  | Apr  | Mai  | Jun  | Jul  | Aug  | Sep  | Okt  | Nov  | Dez  |

## Geschichte

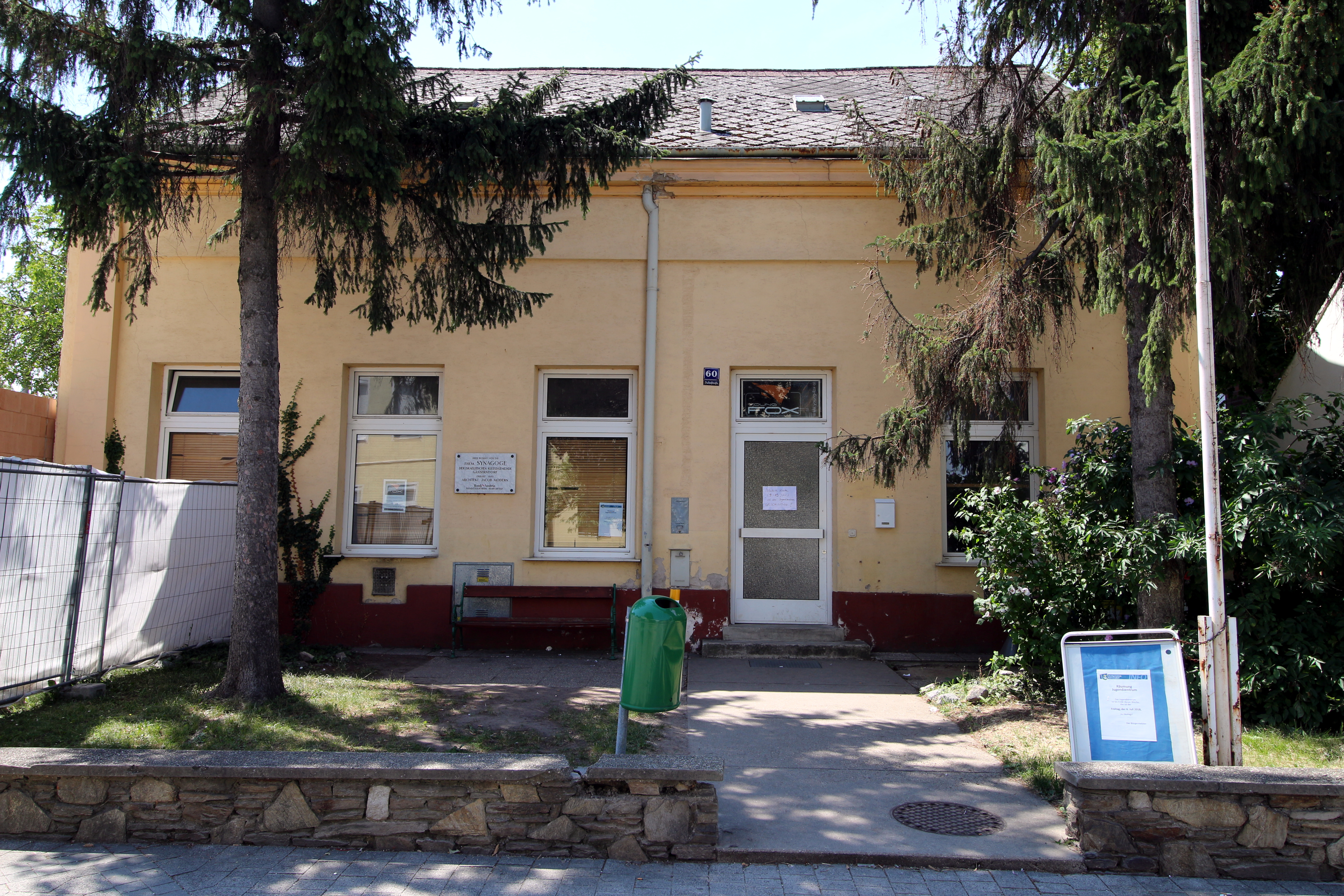
Ehemalige Synagoge in der Bahnstraße

Am 10. Februar 1115 wird „Genstribindorf“ erstmals in einer Urkunde erwähnt. In dieser Urkunde werden auch die Grenzen des Pfarr- und Zehentbezirkes festgelegt. Der Name Genstribindorf – Gänsetreiberdorf dürfte darauf zurückzuführen sein, dass hier erstmals Gänse in großen Scharen gehalten wurden – die sumpfige Weidenbachniederung war dafür ideal –, doch könnte der Name auch auf einen Personen- oder Spitznamen „Gänsetreiber“ hinweisen.
Der Name des Ortes wurde zwischen dem 12. und 18. Jahrhundert in den verschiedensten Schreibweisen erwähnt, da nach dem Gehör die angesagten Namen eingetragen wurden. Unter Maria Theresia wurde der Ort 1741 urkundlich als „Großgänserndorf“ bezeichnet. Ab etwa 1750 wurde der Ort als Unter-Gänserndorf im Marchfeld (im Unterschied zu Ober-Gänserndorf bei Korneuburg) bezeichnet. Nach Einrichtung der Bezirkshauptmannschaft im Jahr 1901 stellte Unter-Gänserndorf den Antrag auf Namensänderung und am 21. März 1904 wurde der Name „Gänserndorf“ kundgemacht.
Der Aufschwung Gänserndorfs begann mit dem Anschluss an die Nordbahn im Jahr 1838. Mit der 1848 eröffneten Zweigstrecke nach Marchegg, die bis 1870 die Hauptverbindung von Wien über Pressburg nach Budapest bildete, wurde Gänserndorf früh zu einem bedeutenden Eisenbahnknoten. 1853 wurde der Gemeinde das Marktrecht verliehen. 1901 wurde Gänserndorf Verwaltungssitz eines Bezirks und auch das Bezirksgericht wurde von Matzen hierher verlegt.
Auch in Gänserndorf wurde 1917 eine Sammelstelle für „Kriegsmetall“ eingerichtet.
Auf Weisung des Gauleiters Josef Bürckel erstellte Staatskommissar Walter Rafelsberger im Herbst 1938 Pläne eines ersten „Judensammellagers“, auch als „Auswandererumschulungslager für Nichtarier“ bezeichnet, mit Baracken für 10.000 Personen im Marchfeld. Dadurch sollten jüdische Arbeitslose aus Wien geschafft und damit Wohnraum freigemacht, Juden in handwerkliche Berufe umgeschult und ihre Arbeitskraft genutzt werden, solange sie noch im Land seien. Ende Februar 1939 waren neben einer SA-Wachmannschaft etwa 80 Juden in Gänserndorf untergebracht und mit vorbereitenden Arbeiten beschäftigt. Im April 1939 wurde eine Höchstzahl von 160 jüdischen Arbeitern erreicht, alsbald aber viele von ihnen zu anderen Arbeitseinsätzen abgezogen. Bis zu 80 Juden wurden in der Folge bei landwirtschaftlichen Betrieben eingesetzt. Da bereits hohe Kosten aufgelaufen waren und die Finanzierung ungeklärt blieb, wurde das Lager zum 1. April 1940 geschlossen.
Am 19. Dezember 1958 wurde Stadterhebung durch Beschluss der Niederösterreichischen Landesregierung vollzogen. Gänserndorf hat sich im 19. und 20. Jahrhundert zur Schul- und Einkaufsstadt, aber auch zu einem kulturellen Zentrum entwickelt. Fachmarktzentren haben sich angesiedelt, das Weinviertel Klinikum (Medizinisches Zentrum Gänserndorf) ist seit 15. Juli 2002 geöffnet und ein Windpark wurde in Betrieb genommen.
Anfang 2004 wurde Gänserndorf in die Aktion Stadterneuerung des Landes Niederösterreich aufgenommen.

### Religionen
Größte Religionsgemeinschaft ist die Römisch-katholische Kirche, der 69,1 % der Bevölkerung angehören. Dem Islam gehören 3,6 % an, evangelisch sind 3,3 %, orthodox 1,4 %. 20,1 % der Bevölkerung sind ohne religiöses Bekenntnis.
Gänserndorf ist Sitz einer römisch-katholischen Pfarre und dreier Moscheen.

### Bevölkerungsentwicklung

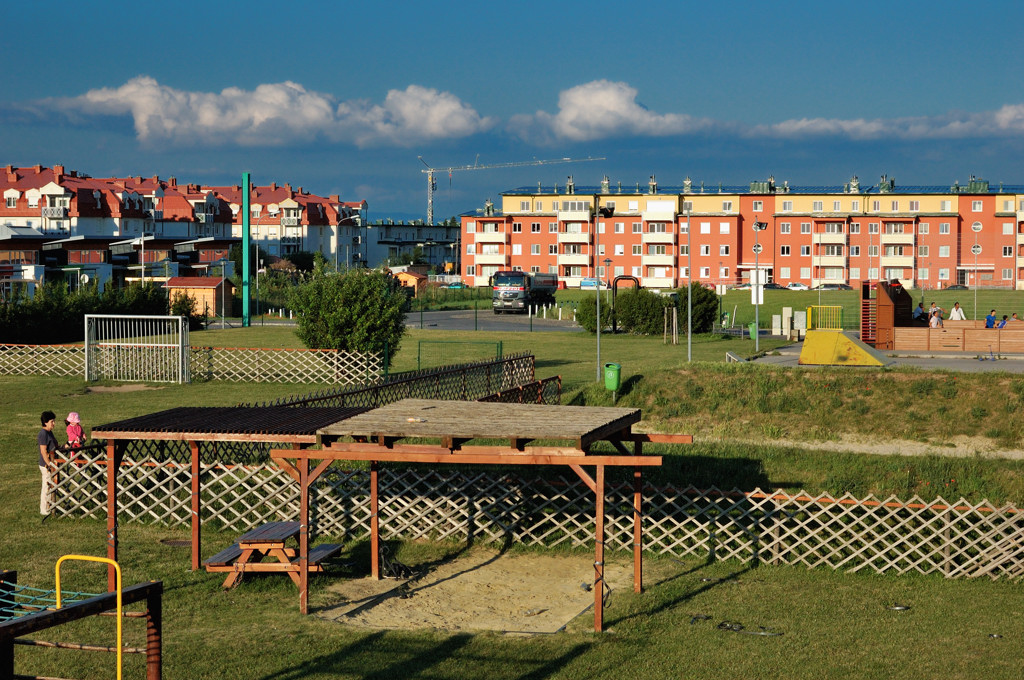
Durch zahlreiche Wohnungsneubauten hat sich die Bevölkerung in Gänserndorf in den letzten 30 Jahren mehr als verdoppelt.

Da sowohl der Bezirk als auch die Stadt verkehrsgünstig im Pendelumland Wiens liegt, hat sich die Bevölkerungszahl seit den 1960er Jahren nahezu verdreifacht

## Kultur und Sehenswürdigkeiten

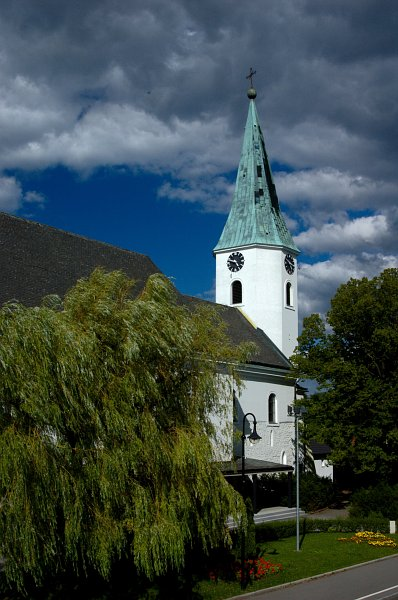
Stadtpfarrkirche

- Katholische Pfarrkirche Gänserndorf Hll. Schutzengel
- Jüdischer Friedhof Gänserndorf
- Gänserndorf versteht sich unter anderem auch als Stadt der Säulen. Es gibt verschiedene Säulenstandorte, die paarweise stehend als Tor bezeichnet werden. Beispiele dafür sind das Schönkirchener Tor, das Protteser Tor oder die Safaripark Säulen. Im ganzen Stadtgebiet verteilt findet man Säulenkunstwerke wie zum Beispiel die Säulenreihe vor dem Wirtschaftsförderungsinstitut und den Säulenwald bei der Volksschule Gänserndorf.
- Das Piefkedenkmal, eine „Klangskulptur aus COR-TEN-Stahl“ vor der Stadtbücherei, ähnelt einer Schallplatte und gibt bei Bewegung ein Kratzgeräusch von sich. Es wurde im September 2009 zu Ehren von Johann Gottfried Piefke aufgestellt, der im Juli 1866 zusammen mit seinem Bruder Rudolf in Gänserndorf ein Konzert gegeben hatte. Die Stadt erinnert mit der Skulptur zum einen an die Schlacht bei Königgrätz, die für die Preußen siegreich zu Ende gegangen war und an der Piefke als Musiker teilgenommen hatte, und zum anderen daran, dass Piefke im 19. Jahrhundert ein durchaus sogar in Österreich bekannter und beliebter Militärmusiker war.[10]

### Kulturveranstaltungen
- Ein bekanntes Kulturevent in Gänserndorf ist die Sommerszene. Diese an acht Wochenenden im Juli und im August stattfindende Freiluftveranstaltung bietet Musikdarbietungen und Kulinarisches aus den Gastronomiebetrieben der Stadt. Ein weiteres Highlight sind die Martinifeiern um den 11. November. Am Wochenende um den 8. Dezember findet jeweils von Freitag bis Sonntag der Advent im und um das Rathaus statt. Im Frühling und im Herbst haben die Geschäfte jeweils an einem Freitag im Rahmen der Langen Einkaufsnacht bis spät in die Nacht geöffnet.

## Wirtschaft und Infrastruktur

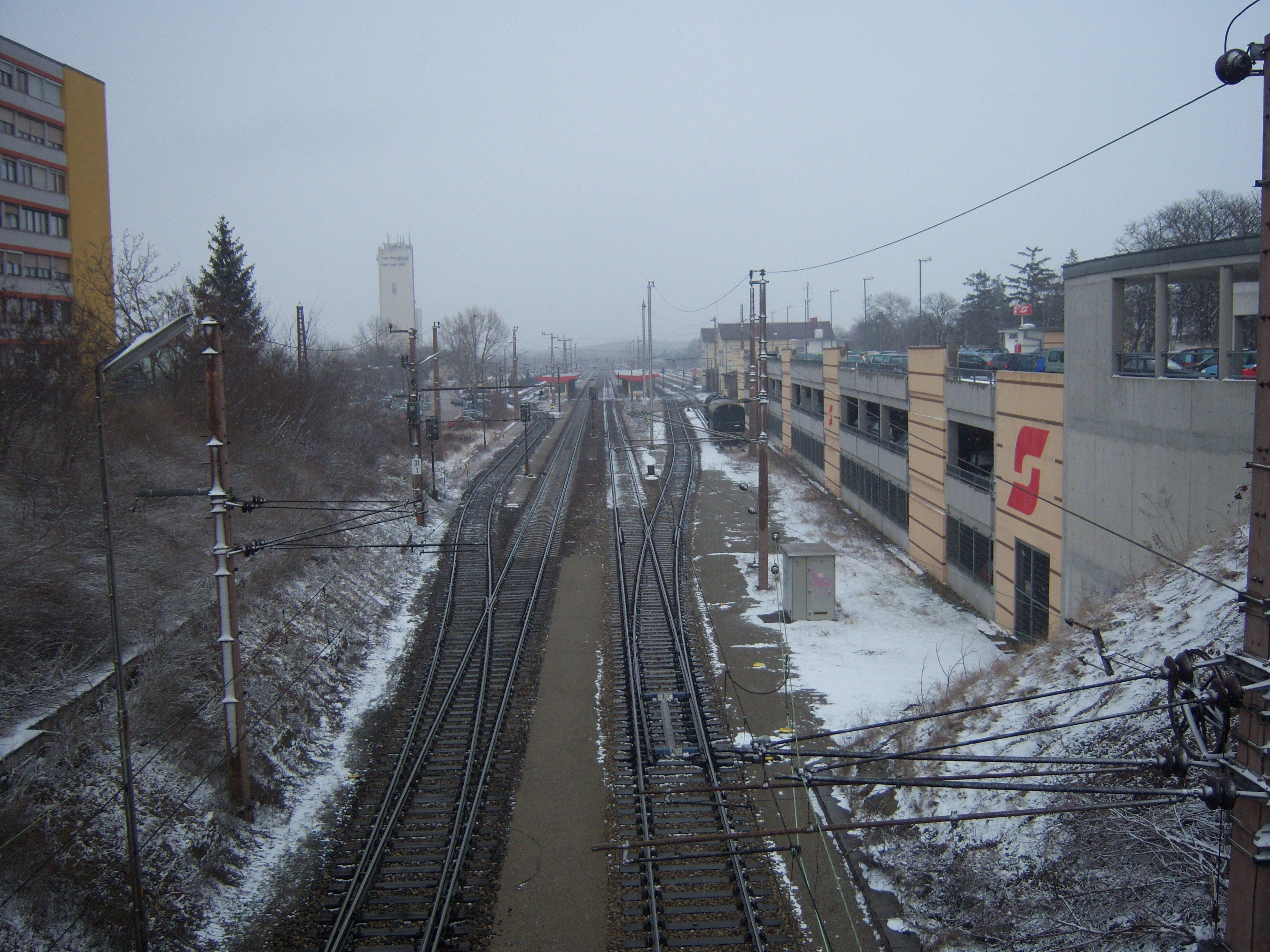
Für die zahlreichen Pendler wurde am Bahnhof eine Park&Ride-Anlage errichtet, die den Umstieg auf die S-Bahn erleichtert.

Nichtlandwirtschaftliche Arbeitsstätten gab es im Jahr 2001 428, land- und forstwirtschaftliche Betriebe nach der Erhebung 1999 29. Die Zahl der Erwerbstätigen am Wohnort betrug nach der Volkszählung 2001 3808. Die Erwerbsquote lag 2001 bei 49,62 Prozent.
Es gibt in Gänserndorf drei größere Ansammlungen von Verkaufslokalen und Betrieben: Die zentral gelegenen Geschäfte in der Bahnstraße und Hauptstraße Gänserndorfs und Geschäftslokale auf der Bodenzeile im Südwesten der Stadt. Im Norden gelegen findet man eine größere Anzahl von Betrieben wie ÖMV und Novoferm.

### Bedeutende Unternehmen
- OMV Austria Exploration & Production GmbH, Aufsuchung und Gewinnung von Erdöl und Erdgas
- Domoferm, Herstellung von Stahltüren, Brandschutztoren, Zargen usw.
- Ziegelofen Gänserndorf, 1970 stillgelegt

### Öffentliche Einrichtungen

#### Schulen
- Volksschule
- Neue Mittelschule (seit 1. September 2013 – vorher Hauptschule I und II)
- Polytechnische Schule
- Bundeshandelsakademie und Bundeshandelsschule Gänserndorf
- AHS – Konrad Lorenz Gymnasium
- ASO – Allgem. Sonderschule

#### Ämter und Behörden
- Bezirkshauptmannschaft
- Bezirksgericht
- Finanzamt
- Vermessungsamt
- Polizeiinspektion
- Bezirkspolizeikommando
- Arbeitsmarktservice (AMS)
- Arbeiterkammer
- Wirtschaftskammer
- Landwirtschaftskammer
- Niederösterreichische Gebietskrankenkasse

#### Gesundheitseinrichtungen
- örtliche Poliklinik (Landesklinikum Mistelbach-Gänserndorf)
- niedergelassene Ärzte (praktischer Arzt, Hautarzt, Frauenarzt, Kinderarzt, Zahnarzt, Orthopäde, Urologe, Lungenfacharzt, Augenarzt, Radiologe, diverse Alternativmediziner, Tierarzt)
- Bezirksapotheke
- Stadtapotheke
- Rotes Kreuz Bezirksstelle Gänserndorf

#### Brandschutz
- Freiwillige Feuerwehr mit Bezirksalarmzentrale

### Freizeit

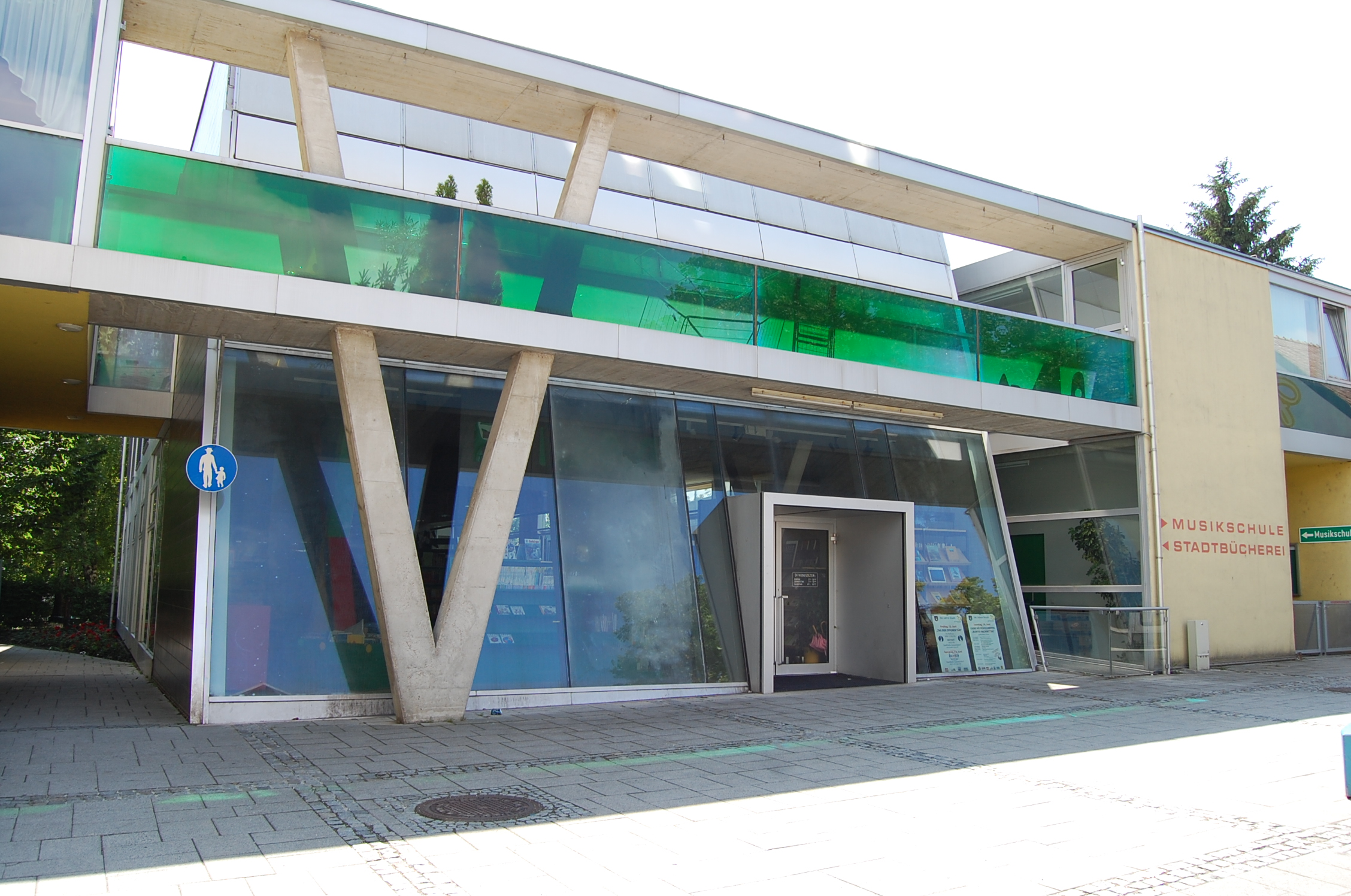
Stadtbücherei und Musikschule Gänserndorf

#### Ausflüge
Gänserndorf ist Ausgangspunkt für Ausflüge in das Weinviertel sowie zu den March-Donau-Auen und den Schlössern des Marchfeldes.

#### Stadtbücherei
In der Stadtbücherei stehen fast 35.000 Bücher, Zeitschriften, Comics, Tonkassetten, CDs, Videos, DVDs und CD-ROMs für alle Interessierten zur Verfügung. Auch ein PC mit Internetzugang steht den Lesern zur Verfügung. Zusätzlich sind im literatur_network_marchfeld sieben Büchereien des Bezirkes Gänserndorf zusammengeschlossen. Dieses Netzwerk ermöglicht einen direkten Zugriff auf ca. 60.000 Medien.

#### Hallenbad und Freibad
Das Hallenbad wurde 1979 eröffnet. In seinem Keller waren eine Sauna bestehend aus zwei Kabinen, einer Dampfkammer und einer Infrarotkabine untergebracht. Während der Sommermonate wurde das am Hallenbadgelände befindliche Freibad geöffnet, wobei Freibadbesucher das Hallenbad mitbenützen konnten. Im Jahr 2017 wurde das Hallenbad geschlossen und im Oktober 2018 mit dem Umbau begonnen. Die Wieder-Eröffnung fand im Januar 2020 statt. Das neue Bad wurde als Regionalbad für 200 Besucher konzipiert und beinhaltet ein 25-Meter-Becken, ein Lehrschwimmbecken, eine Sprunganlage und eine Hindernisschwimmanlage.

#### Stadthalle
Die Stadthalle besteht im Wesentlichen aus einer großen Sporthalle mit einem Fassungsvermögen von 960 Personen und einem kleineren Veranstaltungssaal im Untergeschoß.

#### Erlebnispark
Der ehemalige Safaripark ist seit seinem Konkurs im Jahr 2004 geschlossen. Einen Teil dieses Geländes hat die AWA-Erlebnispark GmbH gepachtet und betreibt dort einen Hochseilklettergarten mit Streichelzoo und Bogenschießparcours.

#### Gut Aiderbichl
Einen weiteren Teil dieses Geländes hat das Gut Aiderbichl gepachtet und dort in den bereits vom Safaripark errichteten Affenhäusern ein „Affenrefugium“ eingerichtet, in welchem ehemalige Laboraffen der Firma Baxter betreut werden. Ferner wurden Auffangstationen für Hunde, Ziegen und Tauben eingerichtet. Das Gelände des Gut Aiderbichl ist nicht öffentlich zugängig.

### Sport
Neben Fußball ist in Gänserndorf vor allem Handball ein großer Blickfang, der Verein UHC Gänserndorf spielt seit der Saison 2025/26 in der zweithöchsten österreichischen Spielklasse, der WHA Challenge.
Kunstturnen ist eine weitere Sportart, in der Gänserndorf eine österreichweite Vormachtstellung innehat. Als die erfolgreichsten können die Geschwister Florian und Tina Ramharter (beide Staatsmeister und Mitglieder des Nationalteams) genannt werden. Niederösterreichweit sind die Turner des SV OMV Volksbank Gymnastics Gänserndorf eine Klasse für sich, national sind Platzierungen unter den ersten 5 seit Jahren Standard.
Weiters sind die Tänzer des UTSS Raika Gänserndorf sehr erfolgreich. Auch sie haben den Niederösterreichischen Titel geholt.
Seit 2004 gibt es in Gänserndorf auch einen Beachvolleyballverein der diese junge Sportart verbreitet.
Außerdem befinden sich im Gesamtverein SV OMV Gänserndorf noch weitere sportliche Sektionen wie z. B. Kegeln, Tennis, Judo, Minigolf, Tischtennis oder Schwimmen.
Neben den sportlichen Vereinen gibt es auch noch zwei weitere für die Liebhaber der Fotografie sowie der Philatelie.

## Politik
Der Gemeinderat hat 37 Mitglieder.
- Mit den Gemeinderatswahlen in Niederösterreich 1990 hatte der Gemeinderat folgende Verteilung: 17 SPÖ, 9 ÖVP, 2 FPÖ, und 1 Grüne. (29 Mitglieder)
- Mit den Gemeinderatswahlen in Niederösterreich 1995 hatte der Gemeinderat folgende Verteilung: 15 SPÖ, 7 ÖVP, 4 FPÖ, 2 Grüne, und 1 LIF.[15]
- Mit den Gemeinderatswahlen in Niederösterreich 2000 hatte der Gemeinderat folgende Verteilung: 16 SPÖ, 8 ÖVP, 3 FPÖ, und 2 Grüne.[16]
- Mit den Gemeinderatswahlen in Niederösterreich 2005 hatte der Gemeinderat folgende Verteilung: 20 SPÖ, 9 ÖVP, 3 Grüne, und 1 FPÖ.[17]
- Mit den Gemeinderatswahlen in Niederösterreich 2010 hatte der Gemeinderat folgende Verteilung: 15 SPÖ, 10 ÖVP, 5 FPÖ, und 3 Grüne.[18] (33 Mitglieder)
- Mit den Gemeinderatswahlen in Niederösterreich 2015 hatte der Gemeinderat folgende Verteilung: 14 ÖVP, 14 SPÖ, 4 Grüne, 4 FPÖ, und 1 Freie Bürgerliste Gänserndorf.[19]
- Mit den Gemeinderatswahlen in Niederösterreich 2020 hatte der Gemeinderat folgende Verteilung: 21 ÖVP, 9 SPÖ, 4 Grüne, 2 FPÖ und 1 NEOS.[20]
- Mit den Gemeinderatswahlen in Niederösterreich 2025 hat der Gemeinderat folgende Verteilung: 18 ÖVP, 10 SPÖ, 6 FPÖ, 2 Grüne und 1 NEOS.[21]

Von 1945 bis 2015 gehörten alle Bürgermeister der SPÖ an. Ab dem 9. März 2015 stellt die ÖVP erstmals den Bürgermeister. Bei der Europawahl 2014 erreichte die FPÖ den ersten Platz.

### Bürgermeister
- 1850–1860 Johann Zillinger
- 1861–1867 Gregor Scharmitzer
- 1867–1870 Johann Tschirf
- 1870–1875 Lorenz Zillinger
- 1875–1888 Georg Hansy
- 1888–1892 Raimund Hager
- 1892–1901 Leopold Scharmitzer
- 1901–1919 Laurenz Strasser
- 1919–1929 Leopold Scharmitzer (CS)
- 1929–1932 Heinz Zechl
- 1932–1935 Johann Haindl
- 1935–1937 Leopold Scharmitzer
- 1937–1938 Johann Haindl
- 1938–1943 Alfred Lehner – Wehrdienst ab 1943
- 1943–1945 Josef Huber – beauftragter Geschäftsführer
- 1945–1946 Josef Helm – von den Russen abgesetzt
- 1946 Friedrich Ficker (SPÖ) – von den Russen eingesetzt
- 1946–1950 Josef Helm (SPÖ)
- 1950–1955 Johann Staringer (SPÖ)
- 1955–1978 Josef Graf (SPÖ)
- 1978–1980 Ernest Brezovszky (SPÖ)
- 1980–1988 Erwin Konecny (SPÖ)
- 1988–1998 Dietmar Prorok (SPÖ)
- 1998–2006 Johann Karl (SPÖ)
- 2006–2010 Annemarie Burghardt (SPÖ)
- 2010–2012 Robert Michl (SPÖ)
- 2012–2015 Kurt Burghardt (SPÖ)
- seit 2015 René Lobner (ÖVP)

### Partnerstadt
- Malacky, Slowakei

## Persönlichkeiten

### Söhne und Töchter der Stadt
- Wilhelm Exner (1840–1931), Präsident des österreichischen Gewerbevereins
- Jacques Freundlich (1874–1951), Rechtsanwalt
- Leopold Scharmitzer (1882–1944), Politiker (CS/VF) und Landwirt
- Josef Schlesinger (1902–1971), Funktionär der Vereinigung der Verfolgten des Naziregimes in der DDR[22]
- Johann Schweinhammer (1904–2003), Politiker (ÖVP) und Landwirt
- Rudolf Noll (1906–1990), Archäologe
- Josef Graf (1912–2000), Politiker (SPÖ) und Hauptschullehrer
- Gregor Widholm (* 1948), Wissenschaftler und Musiker

### Mit der Stadt verbundene Persönlichkeiten
- Gertrude Aubauer (* 1951), Journalistin und Politikerin (ÖVP)
- Ernest Brezovszky (1927–2003), Bürgermeister von Gänserndorf
- Friedrich Ficker (1905–1989), Politiker (SPÖ)
- Franz Legerer (1886–1963), Politiker (ÖVP) und Elektrotechniker
- Kata Takács (* 1991), Basketballspielerin

## Galerie

Gänserndorf um 1873
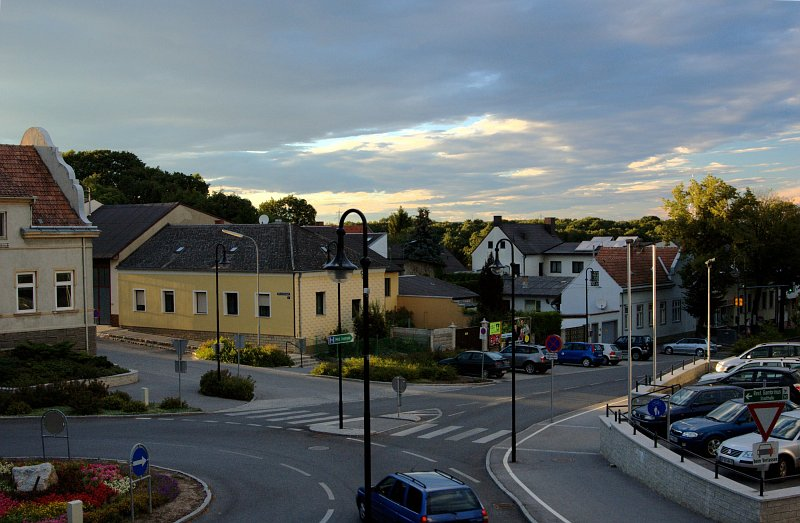
Kirchenplatz
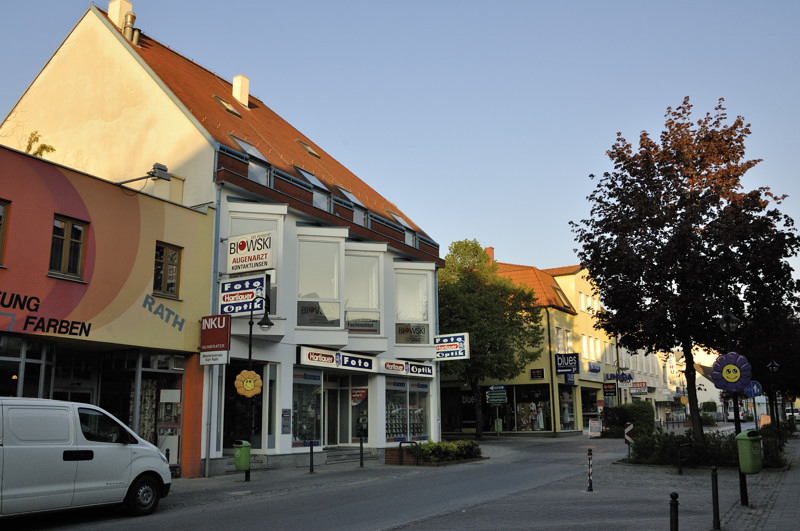
Bahnstraße, Einkaufsstraße
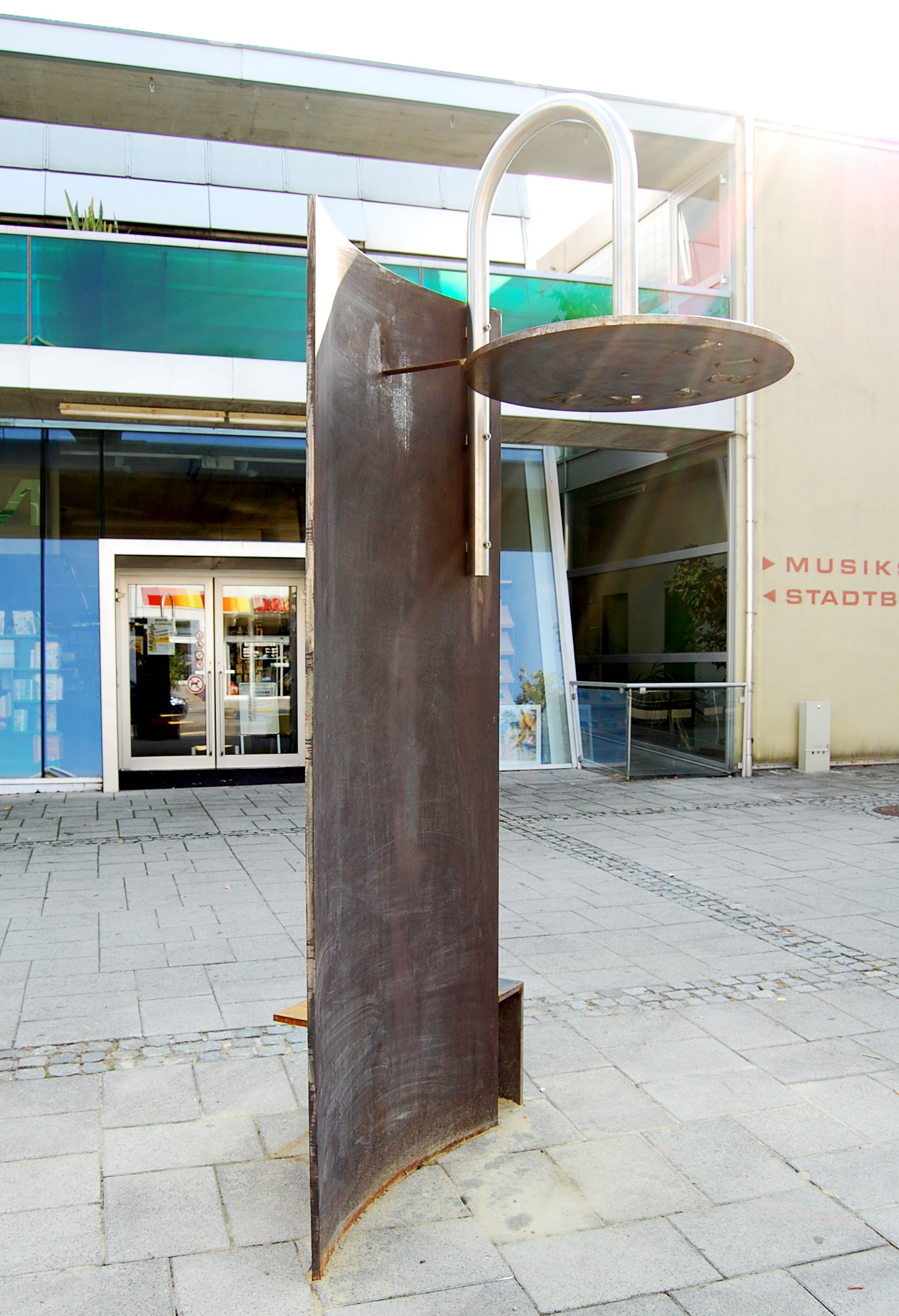
Piefke-Denkmal zu Ehren Johann Gottfried Piefkes
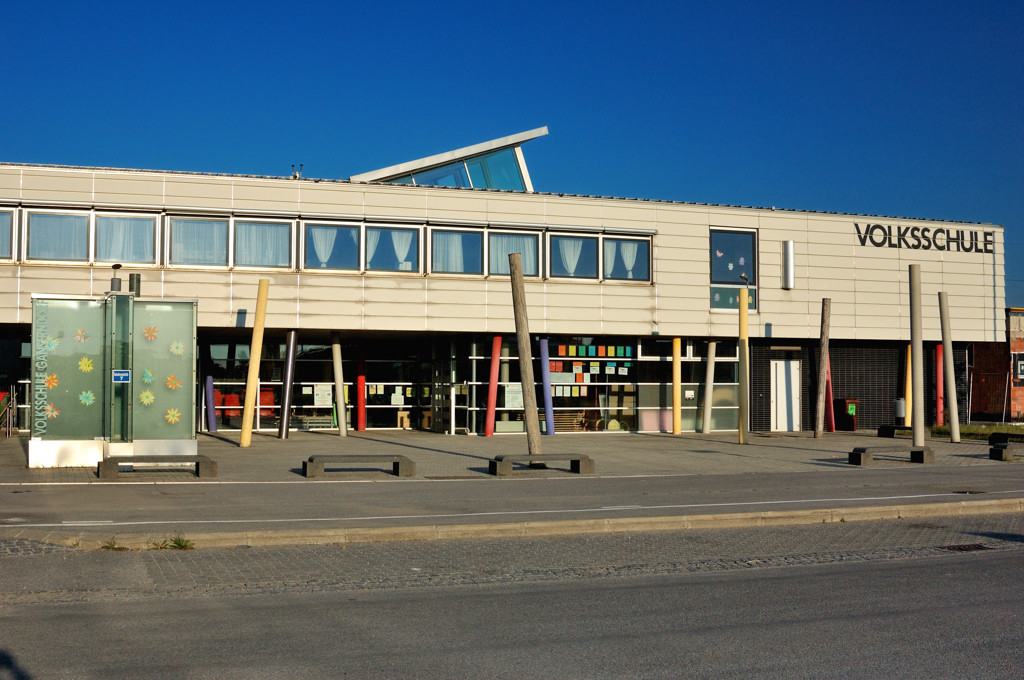
Volksschule
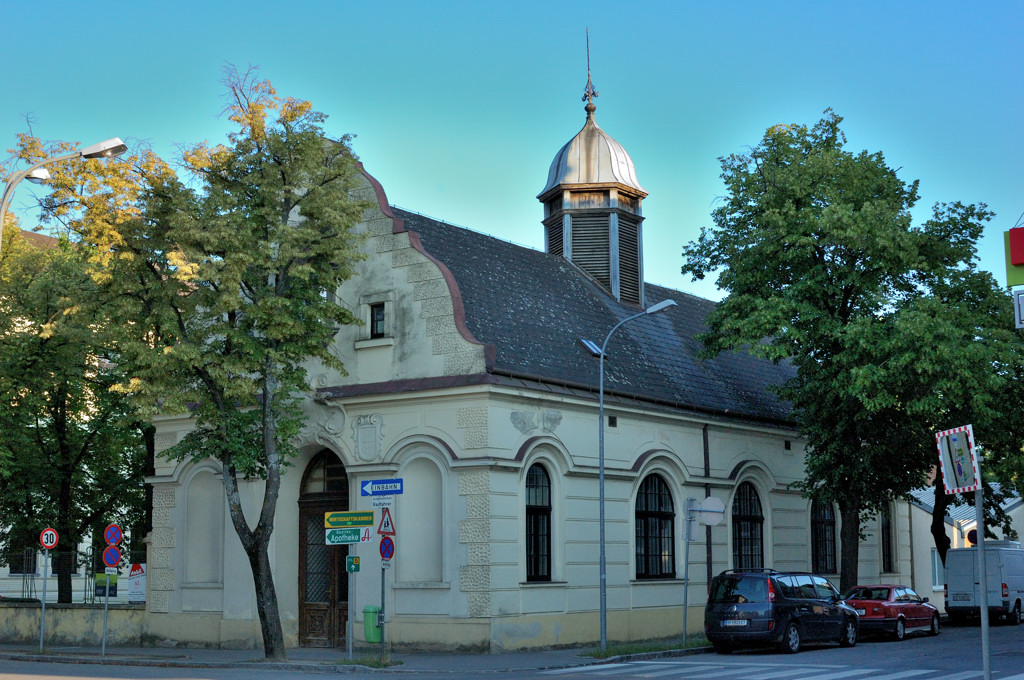
Alter Hauptschul-Turnsaal
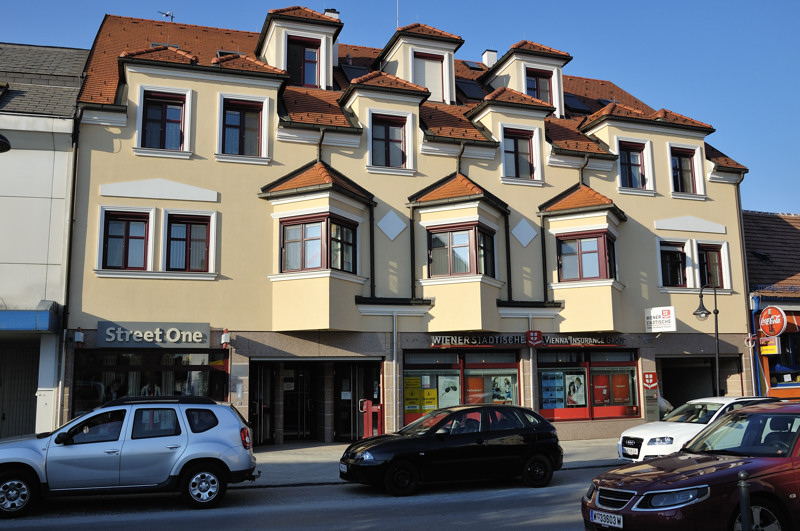
Bahnstraße
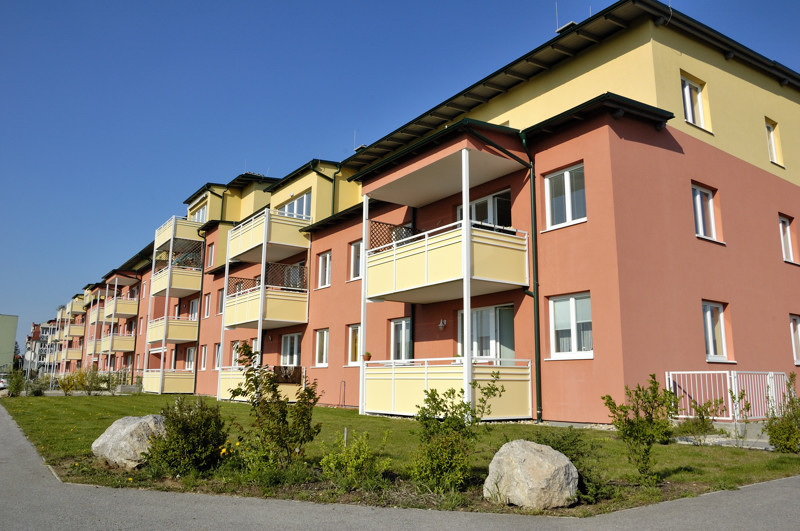
Doktor-Rudolf-Noll-Gasse
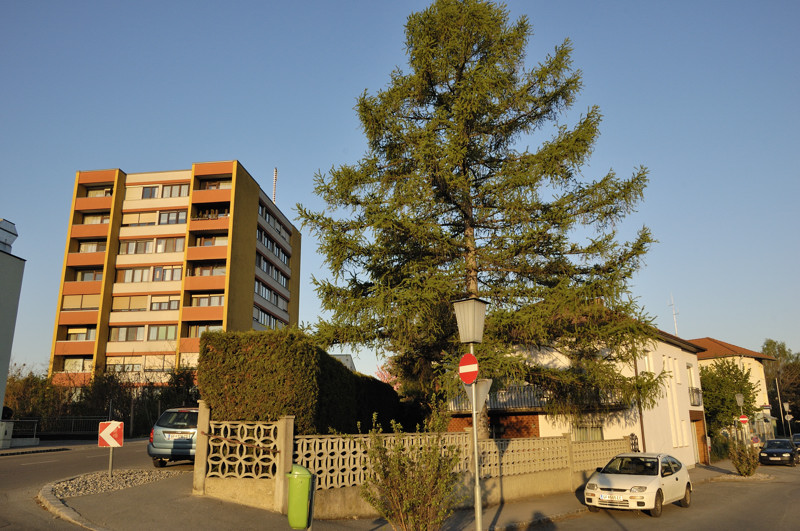
Lagerhausstraße
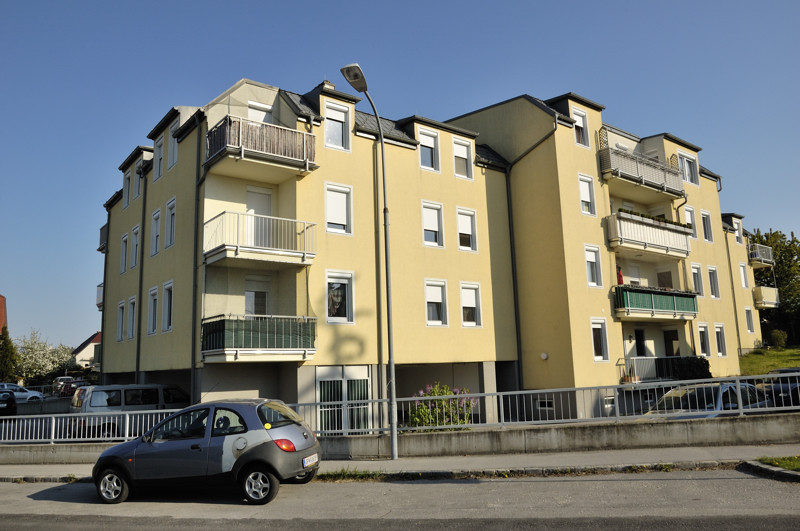
Weikendorfer-Straße
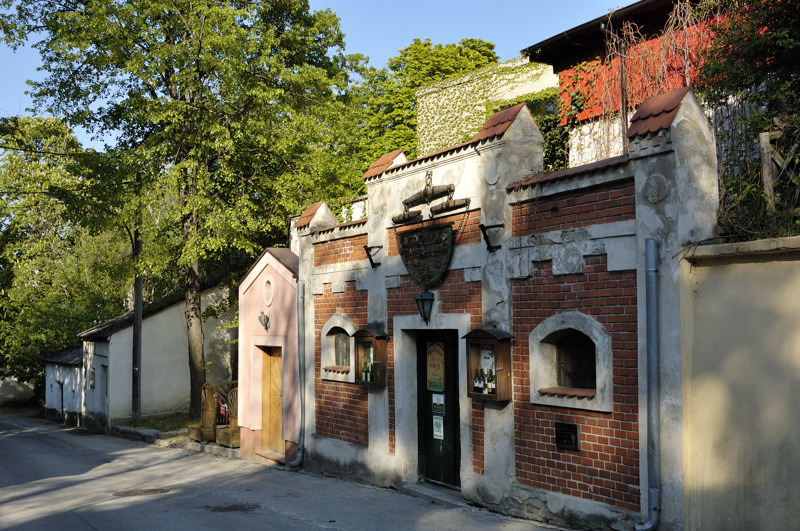
Weinkeller
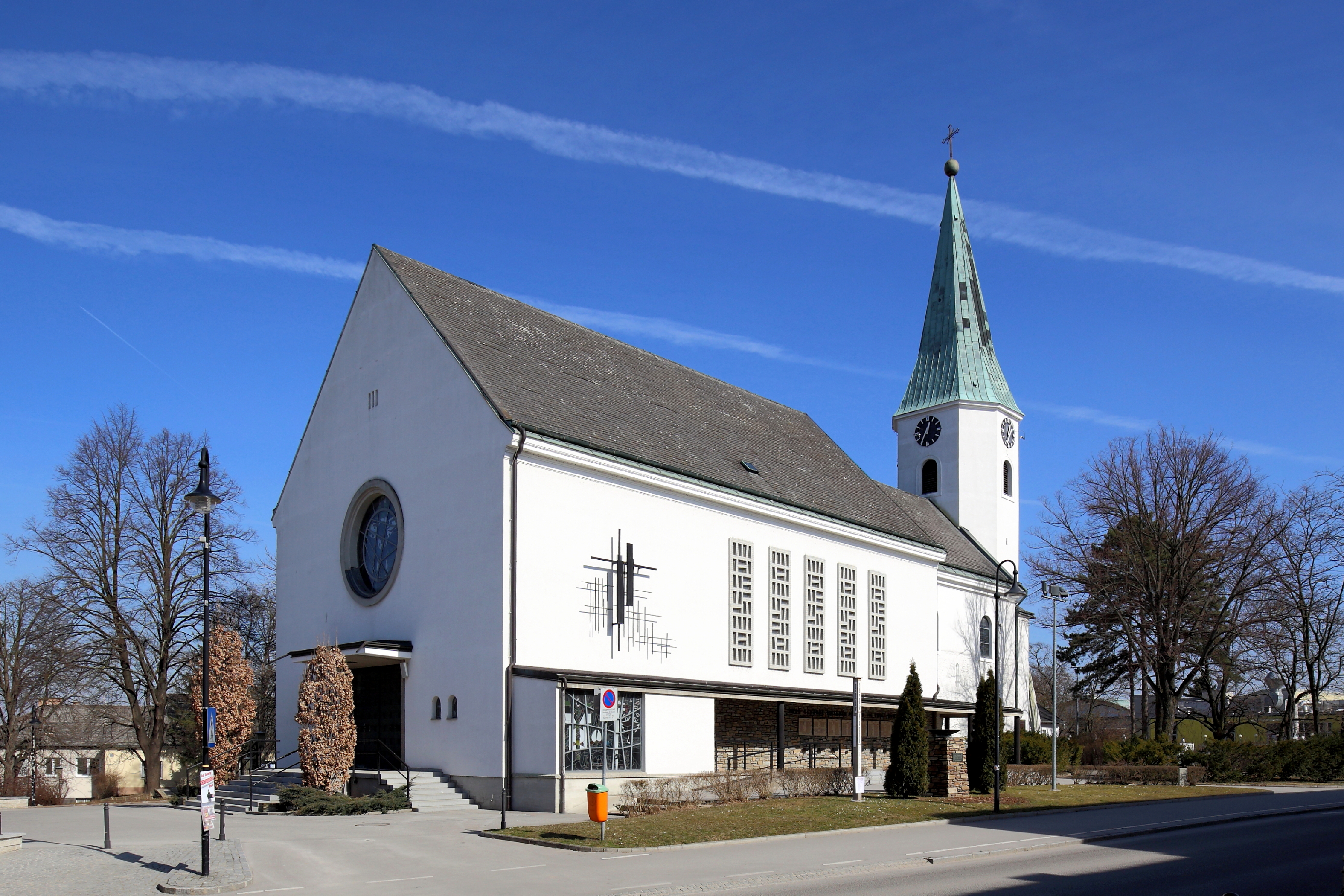
Pfarrkirche